# Villa Sträuli

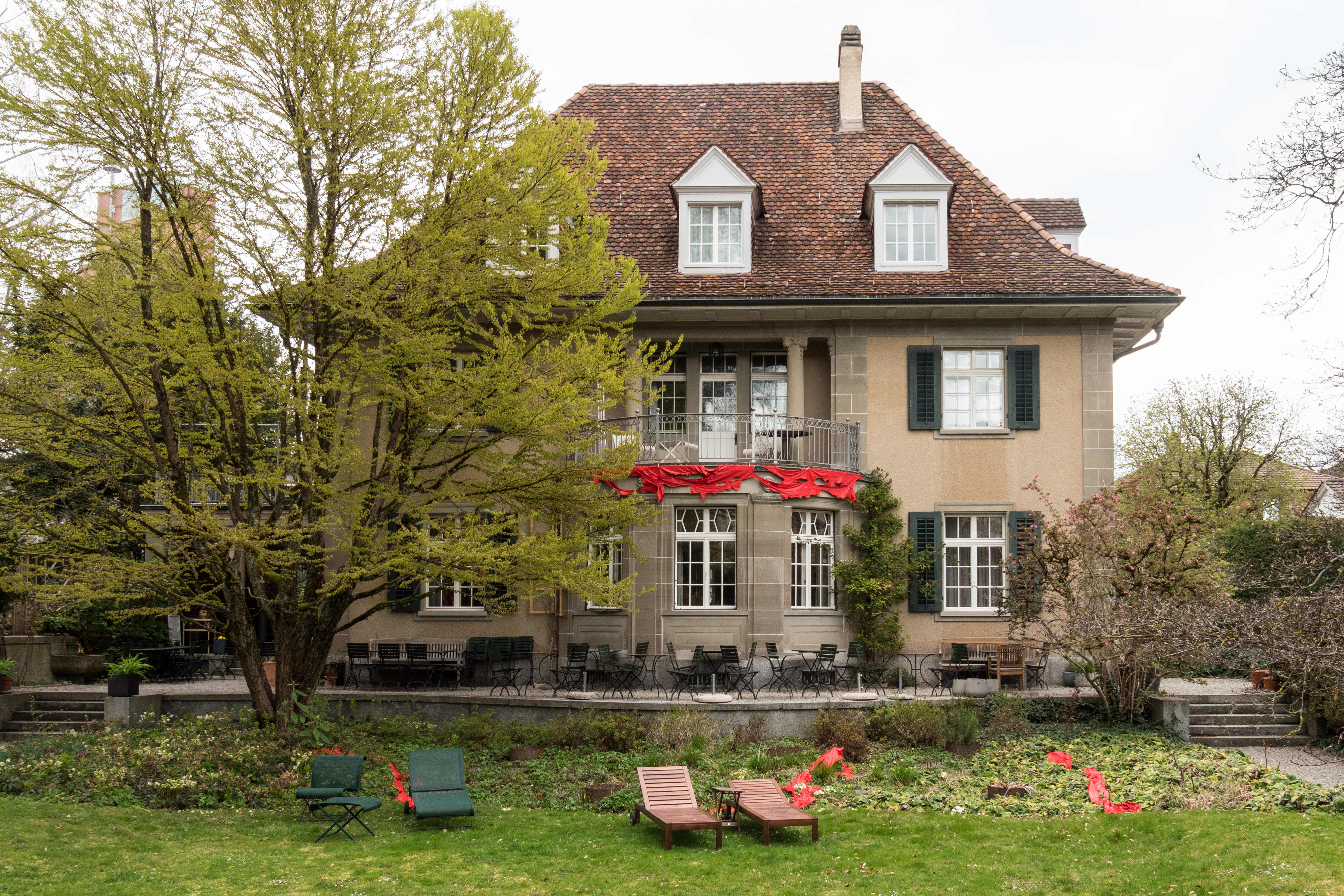
Villa Sträuli (2019)

Die Villa Sträuli ist ein denkmalgeschütztes Gebäude gegenüber dem Stadtgarten in der Museumstrasse 60 in Winterthur. Sie wurde von 1908 bis 1911 im neubarocken Stil von Völki & Bridler für den Oberrichter und Stadtpräsidenten von Winterthur Hans Sträuli erbaut und später durch den Winterthurer Architekten Ernst Zollinger renoviert. Die Villa fungiert als Kulturhaus und Veranstaltungsstätte.

## Veranstaltungen
Das Kulturhaus Villa Sträuli fördert die Kreation, Präsentation und Verbreitung zeitgenössischer Kunst durch ein einzigartiges, internationales Residenzprogramm (AiR) und ein öffentliches Haus für Kunst, Kultur, Kooperationen und Begegnungen. Die Räumlichkeiten können für Privatveranstaltungen gemietet werden. 
Seit dem 1. Oktober 2021 hat der gemeinnützige Verein Kulturhaus Villa Sträuli unter der Leitung der Kuratorin Merly Knörle Izquierdo die Trägerschaft des Kulturbetriebes übernommen. Nebst dem Schwerpunkt AiR Programm wird ein hochwertig kuratiertes, ganzjähriges Kulturangebot von Veranstaltungen, Ausstellungen, Kunstvermittlung und Kooperationen sowohl die nationale als auch die internationale Ausstrahlung des Hauses weiter bereichern. 

## Artist-in-Residence-Programm
Sträulis Schwiegertochter Doris Sträuli-Keller, Tochter des Theologen und Ökumenikers Adolf Keller, gründete hier 1999 zum Erhalt des Anwesens und zur Kulturförderung die private gemeinnützige Stiftung Sulzberg. Im Rahmen eines auch durch die Stadt Winterthur unterstützten internationalen Artist-in-Residence-Programms ermöglicht die Stiftung seit 2006 den mehrwöchigen Aufenthalt von jeweils drei Kulturschaffenden. Dazu stehen drei Studios mit Wohn- und Arbeitsbereich zur Verfügung. 

## Kooperationen
Die Villa Sträuli arbeitet mit verschiedenen Veranstaltern zusammen: So finden im Hause seit 2015 Konzerte der Reihe musica aperta statt. Ferner gibt das Molton-Festival des Theaters am Gleis Gastspiele vor Ort. Auch hat das In Guitar Festival Winterthur eine Spielstätte in der Villa Sträuli. Seit 2016 vergibt die Villa gemeinsam mit den Internationalen Kurzfilmtagen Winterthur einen Aufenthalt beim Locarno Film Festival. Dem Autorenverband Autorinnen und Autoren der Schweiz überlässt das Haus seit 2015 für einen Monat ein Studio. Eine weitere Zusammenarbeit besteht im Rahmen von internationalen Kulturaustauschen mit der Stiftung Pro Helvetia.

## Unterstützung
Das Haus wird u. a durch die Stadt Winterthur und den Kanton Zürich, aber auch Privatpersonen und Firmen finanziell unterstützt.